# Ascocotyle pachycystis
Ascocotyle pachycystis är en plattmaskart. Ascocotyle pachycystis ingår i släktet Ascocotyle och familjen Heterophyidae. Inga underarter finns listade i Catalogue of Life.